# Liste du patrimoine immobilier classé de Dinant
Cette page regroupe l'ensemble du patrimoine immobilier classé de la ville belge de Dinant.
| Objet | Année de construction / Architecte | Adresse                                                                   | Section communale | Coordonnées                      | Numéro d’inventaire | Illustration |
| --- | ---------------------------------- | ------------------------------------------------------------------------- | ----------------- | -------------------------------- | ------------------- | --- |
| Collégiale Notre-Dame de l'Assomption |                                    | Place Reine Astrid                                                        | Dinant            | 50° 15′ 40″ nord, 4° 54′ 44″ est | 91034-CLT-0001-01   | Collégiale Notre-Dame de l'Assomption |
| Rocher Bayard et alentours |                                    |                                                                           | Dinant            | 50° 14′ 40″ nord, 4° 55′ 15″ est | 91034-CLT-0002-01   | Rocher Bayard et alentours |
| Abbaye de Leffe |                                    |                                                                           | Leffe             | 50° 16′ 08″ nord, 4° 54′ 27″ est | 91034-CLT-0003-01   | Abbaye de Leffe |
| Maison dite du Pléban |                                    | Rue en Rhée n°89                                                          | Dinant            | 50° 15′ 36″ nord, 4° 54′ 50″ est | 91034-CLT-0004-01   | Image manquanteTéléverser |
| La tour de l'immeuble sis à l'angle des rues Cousot et Saint-Roch |                                    |                                                                           | Dinant            | 50° 15′ 17″ nord, 4° 54′ 55″ est | 91034-CLT-0007-01   | La tour de l'immeuble sis à l'angle des rues Cousot et Saint-Roch                                                                                                |
| Les parties formant extension du classement comme monument de la tour de l'immeuble Generet situé à l'angle des rues Cousot et Saint-Roch, à savoir : les façades, les toitures et le mur de clôture bordant la rue Saint-Roch) |                                    |                                                                           | Dinant            | 50° 15′ 17″ nord, 4° 54′ 56″ est | 91034-CLT-0008-01   | Image manquanteTéléverser |
| Ruines de l'ancien château comtal (M) et ensemble formé par ces ruines et les terrains environnants (S) |                                    |                                                                           | Bouvignes         | 50° 16′ 18″ nord, 4° 53′ 51″ est | 91034-CLT-0009-01   | Image manquanteTéléverser |
| Château, ancien couvent des Sépulcrines (façades et toitures) |                                    | Rue Richier, n°58 (M) et ensemble formé par ce château et ses abords (S). | Bouvignes         | 50° 16′ 17″ nord, 4° 53′ 55″ est | 91034-CLT-0010-01   | Image manquanteTéléverser |
| Maison dite de l'Ecolâtre ou du Marguillier |                                    | Rue Richier n°29                                                          | Bouvignes         | 50° 16′ 20″ nord, 4° 53′ 51″ est | 91034-CLT-0011-01   | Image manquanteTéléverser |
| Porte Saint-Martin |                                    |                                                                           | Bouvignes         | 50° 15′ 33″ nord, 4° 54′ 46″ est | 91034-CLT-0012-01   | Porte Saint-Martin |
| Hospice civil, ancien couvent des Capucins (parties anciennes) (M) et ensemble formé par ce bâtiment et le jardin (S). |                                    |                                                                           |                   | 50° 15′ 31″ nord, 4° 54′ 41″ est | 91034-CLT-0013-01   | Hospice civil, ancien couvent des Capucins (parties anciennes) (M) et ensemble formé par ce bâtiment et le jardin (S).                                           |
| Rochers du Moniat |                                    |                                                                           |                   | 50° 14′ 33″ nord, 4° 53′ 15″ est | 91034-CLT-0015-01   | Rochers du Moniat |
| L'église Saint-Lambert |                                    |                                                                           | Bouvignes         | 50° 16′ 21″ nord, 4° 53′ 50″ est | 91034-CLT-0016-01   | L'église Saint-Lambert |
| Porte del Val |                                    |                                                                           |                   | 50° 16′ 21″ nord, 4° 53′ 49″ est | 91034-CLT-0017-01   | Porte del Val |
| Ancien presbytère de la paroisse Saint-Lambert |                                    | Rue Richier, n°54                                                         | Bouvignes         | 50° 16′ 18″ nord, 4° 53′ 53″ est | 91034-CLT-0021-01   | Image manquanteTéléverser |
| L'église Notre-Dame |                                    |                                                                           |                   | 50° 14′ 50″ nord, 4° 59′ 23″ est | 91034-CLT-0023-01   | L'église Notre-Dame |
| La crypte romane et le chœur, transformé en chapelle de cimetière, de l'ancienne église de Thynes-lez-Dinant |                                    |                                                                           | Thynes            | 50° 16′ 46″ nord, 4° 59′ 15″ est | 91034-CLT-0027-01   | Image manquanteTéléverser |
| Chapelle Saint-Rémy (M) et ensemble formé par cette chapelle et ses abords (S) |                                    |                                                                           |                   | 50° 16′ 03″ nord, 5° 01′ 10″ est | 91034-CLT-0028-01   | Image manquanteTéléverser |
| Maison patricienne (façades et toitures) |                                    | Rue Daoust n° 104                                                         | Dinant            | 50° 15′ 05″ nord, 4° 55′ 06″ est | 91034-CLT-0029-01   | Image manquanteTéléverser |
| Chapelle Sainte-Ermelinde, mobilier et parvis |                                    | Rue Richier, links van n°60                                               | Bouvignes         | 50° 16′ 15″ nord, 4° 53′ 58″ est | 91034-CLT-0030-01   | Image manquanteTéléverser |
| Les façades et toitures du porche et du café Au repos du Pèlerin |                                    | Rue de Mahène n°24                                                        | Foy-Notre-Dame    | 50° 14′ 49″ nord, 4° 59′ 23″ est | 91034-CLT-0031-01   | Image manquanteTéléverser |
| Les façades et toitures des bâtiments ruraux situés rue du Centre n°s 22 et 23, actuellement rue de Mahène, n°s 22-23 |                                    | Rue du Centre n°s 22 en 23, tegenwoordig rue de Mahène, n°s 22-23         | Foy-Notre-Dame    | 50° 14′ 49″ nord, 4° 59′ 25″ est | 91034-CLT-0032-01   | Image manquanteTéléverser |
| Calvaire, dans le site classé de l'église Notre-Dame |                                    |                                                                           | Foy-Notre-Dame    | 50° 14′ 50″ nord, 4° 59′ 23″ est | 91034-CLT-0033-01   | Calvaire, dans le site classé de l'église Notre-Dame |
| Fortification de Hauterecenne, dite Camp romain |                                    |                                                                           |                   | 50° 12′ 39″ nord, 4° 56′ 56″ est | 91034-CLT-0034-01   | Image manquanteTéléverser |
| Ensemble formé par l'environnement de l'église de Foy-Notre-Dame |                                    |                                                                           | Foy-Notre-Dame    | 50° 14′ 50″ nord, 4° 59′ 20″ est | 91034-CLT-0035-01   | Ensemble formé par l'environnement de l'église de Foy-Notre-Dame                                                                                                 |
| Maison du Peuple (façades et toitures), place Patenier |                                    | Place Patenier                                                            | Dinant            | 50° 15′ 48″ nord, 4° 54′ 37″ est | 91034-CLT-0036-01   | Maison du Peuple (façades et toitures), place Patenier |
| Rue des Trois Escabelles, depuis le coin de la rue des Fossés jusqu'à la place Saint-Nicolas, y compris l'hôtel du Commerce et la maison Kelner. |                                    |                                                                           | Dinant            | 50° 15′ 24″ nord, 4° 54′ 51″ est | 91034-CLT-0037-01   | Image manquanteTéléverser |
| Anciennes tours de remparts et portes de la ville: remparts et tour Saint-Martin (rue de la Grêle) et porte de Corroy |                                    |                                                                           | Dinant            | 50° 15′ 19″ nord, 4° 55′ 03″ est | 91034-CLT-0038-01   | Image manquanteTéléverser |
| Anciennes tours de remparts et portes de la ville: mur de fortification et ses quatre tourelles (situés parallèlement à la rue Saint-Pierre) |                                    |                                                                           |                   | 50° 15′ 54″ nord, 4° 54′ 35″ est | 91034-CLT-0039-01   | Anciennes tours de remparts et portes de la ville: mur de fortification et ses quatre tourelles (situés parallèlement à la rue Saint-Pierre)                     |
| Anciennes tours de remparts et portes de la ville: tour de l'Empereur, dite Tour Maximilien |                                    |                                                                           |                   | 50° 15′ 56″ nord, 4° 54′ 34″ est | 91034-CLT-0040-01   | Image manquanteTéléverser |
| Ruines du Château-Thierry, dans le site classé des Crétiats |                                    |                                                                           |                   | 50° 12′ 35″ nord, 4° 52′ 31″ est | 91034-CLT-0041-01   | Image manquanteTéléverser |
| Maison (façades et toitures) |                                    | Rue Richiers n°40                                                         | Bouvignes         | 50° 16′ 20″ nord, 4° 53′ 52″ est | 91034-CLT-0042-01   | Maison (façades et toitures) |
| Maison (façades et toitures) |                                    | place du Bailliage n°18                                                   | Bouvignes         | 50° 16′ 21″ nord, 4° 53′ 53″ est | 91034-CLT-0043-01   | Image manquanteTéléverser |
| Maison (façades et toitures), place du Bailliage, n°4 |                                    | Place du Bailliage n°4                                                    | Bouvignes         | 50° 16′ 22″ nord, 4° 53′ 55″ est | 91034-CLT-0044-01   | Maison (façades et toitures), place du Bailliage, n°4 |
| Maison (façades et toitures), place du Bailliage, n°22 |                                    | Place du Bailliage n°22                                                   | Bouvignes         | 50° 16′ 21″ nord, 4° 53′ 52″ est | 91034-CLT-0045-01   | Maison (façades et toitures), place du Bailliage, n°22 |
| Maison (façades et toitures) |                                    | Rue du Fourneau n°7                                                       | Bouvignes         | 50° 16′ 28″ nord, 4° 53′ 47″ est | 91034-CLT-0046-01   | Image manquanteTéléverser |
| Maison (façades et toitures) |                                    | Rue Fétis n°68                                                            | Bouvignes         | 50° 16′ 23″ nord, 4° 53′ 54″ est | 91034-CLT-0047-01   | Image manquanteTéléverser |
| Maison (façades, toitures et mur de clôture) |                                    | Rue des Potiers n°12                                                      | Bouvignes         | 50° 16′ 19″ nord, 4° 53′ 53″ est | 91034-CLT-0048-01   | Maison (façades, toitures et mur de clôture) |
| Maison (façades et toitures) |                                    | Rue des Potiers n°s 4-6                                                   | Bouvignes         | 50° 16′ 20″ nord, 4° 53′ 55″ est | 91034-CLT-0049-01   | Maison (façades et toitures) |
| Maison (façades et toitures) |                                    | Rue Cardinal Mercier n°3                                                  | Bouvignes         | 50° 16′ 22″ nord, 4° 53′ 49″ est | 91034-CLT-0050-01   | Image manquanteTéléverser |
| Maison (façades et toitures) |                                    | Rue Guiot n°5                                                             | Bouvignes         | 50° 16′ 24″ nord, 4° 53′ 51″ est | 91034-CLT-0051-01   | Image manquanteTéléverser |
| Maison perpendiculaire (façades, toitures et murs de clôture [ces derniers situés sur les parcelles 311 h et 311 f ] ), entre les rues Guiot, n°3 et Génard, n°12 |                                    | entre rue Guiot n°3 et rue Génard n°12                                    | Bouvignes         | 50° 16′ 24″ nord, 4° 53′ 51″ est | 91034-CLT-0052-01   | Image manquanteTéléverser |
| Maison (façades et toitures) |                                    | Rue Barbier n° 3-5                                                        | Bouvignes         | 50° 16′ 26″ nord, 4° 53′ 51″ est | 91034-CLT-0053-01   | Image manquanteTéléverser |
| Maison (façades et toitures), place du Bailliage, n°24 |                                    | Place du Bailliage n°24                                                   | Bouvignes         | 50° 16′ 21″ nord, 4° 53′ 52″ est | 91034-CLT-0055-01   | Maison (façades et toitures), place du Bailliage, n°24 |
| Maison (façades et toitures) |                                    | Rue Richier n°41                                                          | Bouvignes         | 50° 16′ 18″ nord, 4° 53′ 53″ est | 91034-CLT-0056-01   | Image manquanteTéléverser |
| Maison (façades, toitures et mur de clôture) |                                    | Rue Richier n°s 10-14                                                     | Bouvignes         | 50° 16′ 26″ nord, 4° 53′ 49″ est | 91034-CLT-0057-01   | Image manquanteTéléverser |
| Maison (façades et toitures) |                                    | Rue Fétis n°74                                                            | Bouvignes         | 50° 16′ 25″ nord, 4° 53′ 53″ est | 91034-CLT-0058-01   | Image manquanteTéléverser |
| Chapelle Notre-Dame de Bonsecours, pont en pierre daté de 1767, 44 chasse-roues en pierre qui bordent le chemin de Bonsecours (M) et assiette de ce chemin jusqu'à la limite du domaine public (S). |                                    |                                                                           | Dinant            | 50° 15′ 44″ nord, 4° 54′ 15″ est | 91034-CLT-0059-01   | Image manquanteTéléverser |
| Église Saint-Georges de Leffe |                                    |                                                                           | Leffe             | 50° 16′ 02″ nord, 4° 54′ 27″ est | 91034-CLT-0060-01   | Église Saint-Georges de Leffe |
| Vallée de la Meuse entre Bouvignes et Houx (+ YVOIR/Houx) |                                    |                                                                           | Bouvignes         | 50° 16′ 25″ nord, 4° 53′ 49″ est | 91034-CLT-0061-01   | Vallée de la Meuse entre Bouvignes et Houx (+ YVOIR/Houx) |
| Site des Fonds de Leffe |                                    |                                                                           | Leffe             | 50° 16′ 29″ nord, 4° 55′ 16″ est | 91034-CLT-0062-01   | Image manquanteTéléverser |
| Site de Chérau |                                    |                                                                           |                   | 50° 16′ 26″ nord, 4° 57′ 30″ est | 91034-CLT-0063-01   | Image manquanteTéléverser |
| Grange (façades et toitures), route de Furfooz, face au n°32 |                                    | Rue de Furfooz                                                            | Dréhance          | 50° 14′ 06″ nord, 4° 56′ 00″ est | 91034-CLT-0064-01   | Image manquanteTéléverser |
| Façades et toitures entre les deux tours rondes au droit de la falaise du château de Walzin, ainsi que les façades et toitures de la tour dite « du XVe siècle » (M) et ensemble formé par le château de Walzin, la roche Al penne avec à son sommet les ruines de Caverenne, y compris l'ensemble boisé La Lesse et une partie de la plaine alluviale (S) |                                    |                                                                           | Walzin            | 50° 13′ 10″ nord, 4° 55′ 24″ est | 91034-CLT-0065-01   | château de Walzin |
| Maison (façades et toitures) |                                    | Rue de la Grèle n°15                                                      |                   | 50° 15′ 20″ nord, 4° 55′ 02″ est | 91034-CLT-0067-01   | Image manquanteTéléverser |
| Maison (façades et toitures) |                                    | Rue Daoust n°53                                                           | Dinant            | 50° 15′ 07″ nord, 4° 55′ 04″ est | 91034-CLT-0069-01   | Image manquanteTéléverser |
| Bateaux-mouches : le Touriste I et le Touriste IV appartenant à la Compagnie générale des Bateaux touristiques de la Meuse S.A. |                                    | Rue Daoust, n°64                                                          | Dinant            | 50° 15′ 10″ nord, 4° 55′ 03″ est | 91034-CLT-0071-01   | Image manquanteTéléverser |
| Les vestiges de l'ancien front nord de l'enceinte de Bouvignes compris entre les rues Génard et Barbier, le rocher sous Crèvecœur et le chemin de fer, à savoir: |                                    |                                                                           | Bouvignes         | 50° 16′ 25″ nord, 4° 53′ 49″ est | 91034-CLT-0072-01   | Les vestiges de l'ancien front nord de l'enceinte de Bouvignes compris entre les rues Génard et Barbier, le rocher sous Crèvecœur et le chemin de fer, à savoir: |
| Ancienne maison communale de Bouvignes, dite maison espagnole, place du Bailliage |                                    | Place du Bailliage                                                        | Bouvignes         | 50° 16′ 21″ nord, 4° 53′ 53″ est | 91034-CLT-0073-01   | Ancienne maison communale de Bouvignes, dite maison espagnole, place du Bailliage                                                                                |
| Rochers de Freÿr et leurs abords. |                                    |                                                                           | Anseremme         | 50° 12′ 48″ nord, 4° 52′ 36″ est | 91034-CLT-0074-01   | Rochers de Freÿr et leurs abords. |
| Site formé par la Ranle, les Traillis et les Crétiats (+ HASTIERE/Blaimont et Waulsort) |                                    |                                                                           |                   | 50° 12′ 26″ nord, 4° 52′ 53″ est | 91034-CLT-0076-01   | Site formé par la Ranle, les Traillis et les Crétiats (+ HASTIERE/Blaimont et Waulsort)                                                                          |
| Maison (façades et toitures) |                                    | Rue Richier n°43                                                          | Bouvignes         | 50° 16′ 18″ nord, 4° 53′ 53″ est | 91034-CLT-0077-01   | Image manquanteTéléverser |
| Maison (façades et toitures) |                                    | Rue Richier n°45                                                          | Bouvignes         | 50° 16′ 18″ nord, 4° 53′ 53″ est | 91034-CLT-0078-01   | Image manquanteTéléverser |
| L'ensemble de la collégiale Saint-Perpète à l'exception de l'orgue (partie instrumentale et buffet) |                                    |                                                                           |                   | 50° 15′ 40″ nord, 4° 54′ 44″ est | 91034-PEX-0001-01   | Image manquanteTéléverser |
| Le plafond à caissons de chêne de l'église Notre-Dame à Foy-Notre-Dame |                                    | Foy-Notre-Dame                                                            | Foy-Notre-Dame    | 50° 14′ 50″ nord, 4° 59′ 23″ est | 91034-PEX-0002-01   | Image manquanteTéléverser |
| La fortification de Hauterecenne, dite Camp romain |                                    |                                                                           |                   | 50° 12′ 39″ nord, 4° 56′ 56″ est | 91034-PEX-0003-01   | Image manquanteTéléverser |
| La vallée de la Meuse entre Bouvignes et Houx (+ YVOIR/Houx) |                                    |                                                                           | Bouvignes         | 50° 16′ 25″ nord, 4° 53′ 49″ est | 91034-PEX-0004-01   | Image manquanteTéléverser |
| L'ensemble formé par le château de Walzin, la roche Al penne avec à son sommet les ruines de Caverenne, y compris l'ensemble boisé La Lesse et une partie de la plaine alluviale |                                    |                                                                           | Walzin            | 50° 13′ 21″ nord, 4° 55′ 41″ est | 91034-PEX-0005-01   | Image manquanteTéléverser |
| Les Rochers de Freÿr et le site du Colebi à l'exception de la darse d'Anseremme et du lotissement Destexhe/de Mendiata |                                    |                                                                           | Anseremme         | 50° 14′ 08″ nord, 4° 53′ 33″ est | 91034-PEX-0006-01   | Image manquanteTéléverser |